# Krajková
Obec Krajková (německy  Gossengrün) se nachází v okrese Sokolov v Karlovarském kraji, asi 10 kilometrů severozápadně od Sokolova. Český název dostala obec v roce 1947. Žije zde 924 obyvatel.

## Přírodní poměry
Krajková se rozkládá na svazích předhůří Krušných hor klesajících směrem k Sokolovské pánvi. Spolu s okolními osadami leží na svorech krušnohorského krystalinika. Obcí protéká Dolinský potok, v katastru obce se nachází vodárenská nádrž Horka.

## Historie
První písemná zmínka pochází z roku 1350, kdy udělil Karel IV. Krajkové a nejbližšímu okolí dolové právo. V té době zde již stál farní kostel. Obec však vznikla nejspíše na přelomu 12. a 13. století jako německé kolonizační sídlo. V německé literatuře se klade první zmínka do roku 1250. Dějiny Krajkové jsou úzce spjaty až do roku 1760 s dějinami hartenberského panství. Neví se, kdy se Krajková stala majetkem Hartenbergů. Je však známo, že Krajkovou drželi Hartenbergové již v roce 1350. Krajková se stala zázemím hradu Hartenberg a její rozvoj ovlivnila i skutečnost, že ležela na zemské stezce do Saska. Svůj podíl na rozmachu v 15. století sehrálo i hornictví.

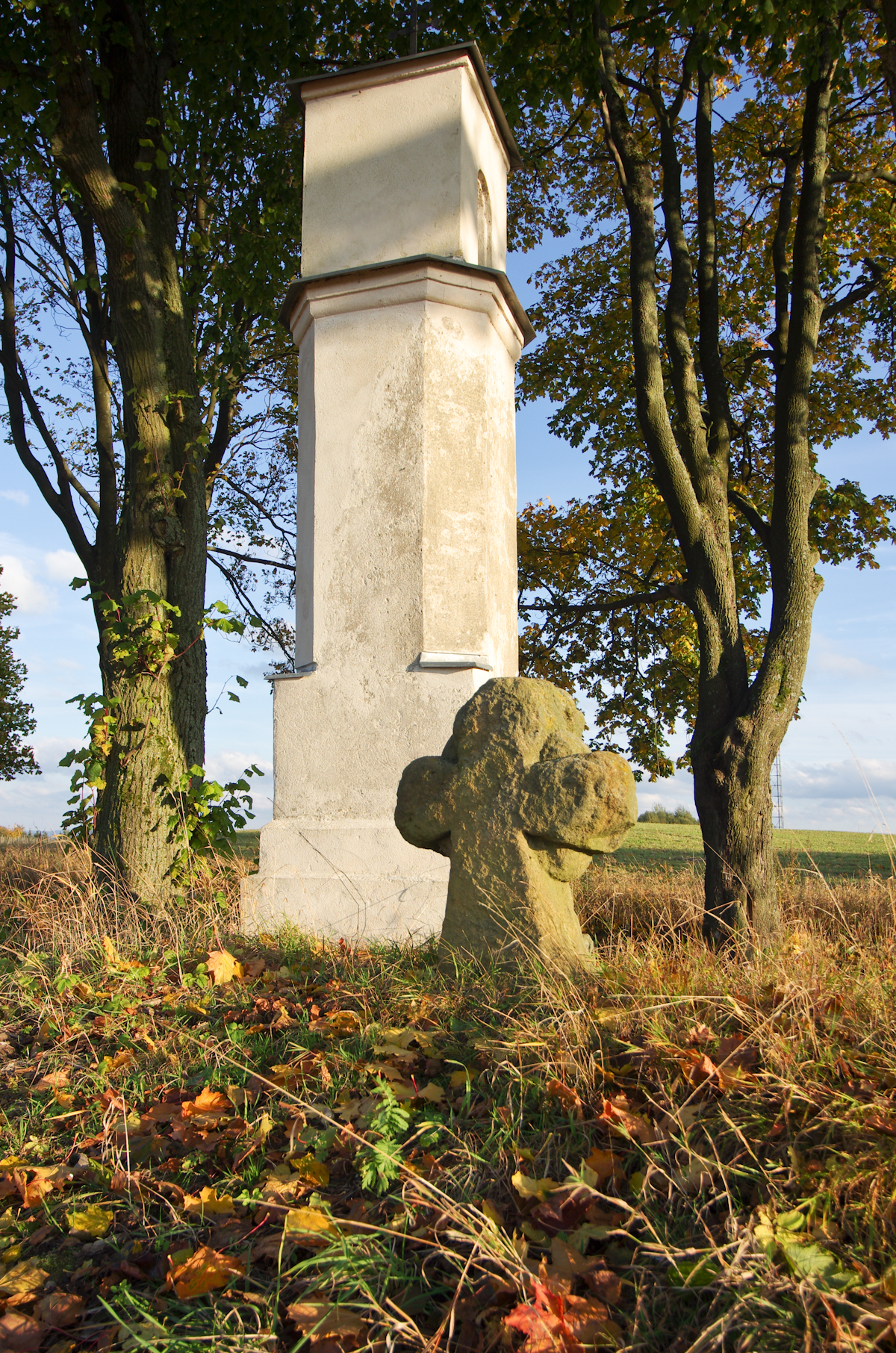
Boží muka a smírčí kříž při cestě do Květné

Kolem roku 1467 se dostal Hartenberg včetně Krajkové do majetku Šliků. Již před rokem 1481 byla Krajková povýšena na městečko a roku 1481 jí udělil Václav Šlik z Lažan městské právo a roku 1485 získala od Vladislava II. Jagellonského další důležitá privilegia, včetně městského znaku. Městská privilegia byla potvrzena roku 1570 Maxmiliánem II. a roku 1593 Rudolfem II. Město vykonávalo od 15. století soudní právo, dokonce tzv. hrdelní právo. O tom svědčí i popisné místo vedle silnice do Květné. Část pozemku byla nazývána „Galgenwiese“, v překladu do češtiny „Šibeniční louka“. Na počátku 17. století získali Krajkovou Písnicové. Katastrofou se stal v roce 1807 požár, při kterém město vyhořelo. Jako připomínku na tuto událost byla u cesty do Květné postavena kaplička Svaté Trojice.
Dne 15. září 1938 bylo v obci ve dnech henleinovského puče zastřeleno vojákem německé národnosti pět československých vojáků a jeden četník. Připomínkou událostí je pamětní deska na budově Obecního úřadu v Krajkové. Jsou na ní uvedena jména padlých vojáků desátníka aspiranta Krbce, vojína Čapka, vojína v záloze Netíka, četaře Kareše a svobodníka Čmedly.

### Dějiny krajkářství
Krajková byla známa v 19. století a na začátku 20. století zejména pro svou krajkářskou výrobu, ve které měla bohatou tradici. Podle krajkářství získala obec své jméno po druhé světové válce. Roku 1819 obdržela Krajková povolení k výstavbě krajkářské školy. Ta se stala první krajkářskou školou v Krušných horách. Roku 1847 zaměstnávala výroba 300 krajkářek. Místní bruselské krajky si záhy získaly mezinárodní ohlas. Byly zde zhotoveny například svatební šaty císařovny Alžběty nebo krajky pro pražského kardinála. Krajky byly vystaveny i na světové výstavě ve Philadelphii 1876. V osmdesátých letech 19. století bylo zavedeno i šití stuh. Na světové výstavě v Bruselu byly výrobky oceněny mezinárodní porotou zlatou medailí. Krajkářství zaniklo a jenom název obce připomíná, že kdysi v Krajkové existovala výroba proslavených bruselských krajek.

### Sklářská výroba
Po druhé světové válce se začalo v Krajkové s opracováním plochého skla a výrobou malé zrcadlové galanterie. Sklářská výroba byla zaváděna s úmyslem využití technologického odpadu ze závodu v Oloví a Dolním Rychnově. Výroba byla zahájena 28. října 1948 a v roce 1950 rozšířena o brusírnu skla. V témže roce se začalo s výrobou broušených mikroskopických skel a fasetováním zrcátek. Vyváželo se hodně do ciziny, hlavně na Dálný Východ a do Jižní Afriky. V letech 1954–1956 byla výroba rozšířena o další sortiment, například o skleněné radiostupnice a výrobu hodinových skel pro Chronotechnu Šternberk. Velkou ucelenou zásilkou bylo 800 tisíc kusů mikroskel pro Indii. V roce 1964 pracovalo v provozovně 145 zaměstnanců, zhruba 50 % výroby se exportovalo do ciziny. Ve druhé polovině roku 1997 došlo k ukončení výroby, a tím skončila sklářská činnost v Krajkové. Nedožila se tedy ani 50. jubilea.

## Obyvatelstvo
Při sčítání lidu v roce 1921 zde žilo 1 498 obyvatel, z nichž bylo šest Čechoslováků, 1 489 Němců, jeden jiné národnosti a dva cizinci. K římskokatolické církvi se hlásilo 1 494 obyvatel, jeden k evangelické církvi, tři byli bez vyznání.
Většina obyvatel se živila zprvu v pastvinářství a rudním hornictví, později se zde nejvíce provozovalo krajkářství a zemědělství, od 19. století to bylo uhelné hornictví a těžba v kamenolomech v blízkosti Krajkové. Po odsunu německého obyvatelstva po druhé světové válce došlo k výraznému poklesu počtu obyvatel, obec se však podařilo částečně dosídlit (roku 1953 k ní byly připojeny části Anenská Ves, Bernov, Dolina, Hrádek, Květná a Libnov).
| Rok            | 1869  | 1880 | 1890  | 1900  | 1910  | 1921  | 1930  | 1950 | 1961 | 1970 | 1980 | 1991 | 2001 | 2011 |
| -------------- | ----- | ---- | ----- | ----- | ----- | ----- | ----- | ---- | ---- | ---- | ---- | ---- | ---- | ---- |
| Počet obyvatel | 1 757 | 1861 | 1 466 | 1 510 | 1 621 | 1 498 | 1 626 | 839  | 708  | 588  | 665  | 611  | 668  | 662  |
| Počet domů     | 236   | 252  | 253   | 240   | 237   | 253   | 285   | 285  | 270  | 155  | 151  | 159  | 181  | 194  |

| Rok            | 1869  | 1880  | 1890  | 1900  | 1910  | 1921  | 1930  | 1950  | 1961  | 1970 | 1980 | 1991 | 2001 | 2011 |
| -------------- | ----- | ----- | ----- | ----- | ----- | ----- | ----- | ----- | ----- | ---- | ---- | ---- | ---- | ---- |
| Počet obyvatel | 3 558 | 3 630 | 2 935 | 3 069 | 3 234 | 3 098 | 3 324 | 1 381 | 1 106 | 898  | 866  | 776  | 832  | 830  |
| Počet domů     | 500   | 543   | 546   | 521   | 519   | 539   | 601   | 590   | 270   | 235  | 211  | 223  | 246  | 274  |

## Pamětihodnosti
- Kostel svatého Petra a Pavla na náměstí Karla IV.
- Sloup se sochou Panny Marie, na náměstí Karla IV.
- Výklenková kaplička svatého Jana Nepomuckého
- Smírčí kříž a boží muka
- Kašna

## Části obce
- Krajková (k. ú. Krajková)
- Anenská Ves (k. ú. Hrádek u Krajkové)
- Bernov (k. ú. Leopoldovy Hamry)
- Dolina (k. ú. Dolina u Krajkové)
- Hrádek (k. ú. Hrádek u Krajkové a Markvarec u Krajkové)
- Květná (k. ú. Květná u Krajkové)
- Libnov (k. ú. Libnov)

V letech 1850–1879 k obci patřily i Hory a Studenec, v letech 1850–1879 a od 1. dubna 1976 do 30. června 1990 Hřebeny a Luh nad Svatavou a od 1. dubna 1976 do 30. června 1990 také Radvanov.